# Будака (дистрикт)
Будака је дистрикт у Уганди проглашен 1. јула 2005, а добио је назив према граду Будака. Претходно овај део припадао је Палиса дистрикту.